# Nokere Koerse 2021
La Nokere Koerse 2021 va ser la 75a edició de la Nokere Koerse. Es disputà el 19 de març de 2021 sobre un recorregut de 195 km amb sortida a Deinze i arribada a Nokere. La cursa formava part de l'UCI ProSeries amb una categoria 1.Pro.
El vencedor fou el belga Ludovic Robeet (Bingoal-WB), que s'imposà en solitari a Nokere. Damien Gaudin (Total Direct Énergie) i Luca Mozzato (B&B Hotels p/b KTM) foren segon i tercer respectivament.

## Equips
L'organització convidà a 25 equips a prendre part en aquesta edició de la Nokere Koerse.
| WorldTeams (13)- AG2R Citroën Team - Bora-Hansgrohe - Cofidis - Deceuninck-Quick Step - Groupama-FDJ - Ineos Grenadiers - Intermarché-Wanty-Gobert Matériaux - Israel Start-Up Nation - Lotto Soudal - Team DSM - Qhubeka Assos - Trek-Segafredo - UAE Team Emirates ProTeams (11)- Alpecin-Fenix - Arkéa-Samsic - B&B Hotels p/b KTM - Bardiani CSF Faizanè - Bingoal-WB - Delko - Rally Cycling - Sport Vlaanderen-Baloise - Total Direct Énergie - Uno-X Pro Cycling Team - Vini Zabù Equip continental- Tarteletto-Isorex |
| |

## Classificació final
| \| Classificació general \| Classificació general \| Classificació general \| Classificació general \| Classificació general \| \| Corredor \| Corredor \| Equip \| Temps \| \| \| --------------------- \| ---------------------- \| ---------------------- \| --------------------- \| --------------------- \| \| 1r \| Ludovic Robeet \| Bingoal-WB \| 4h 33' 37" \| \| \| 2n \| Damien Gaudin \| Total Direct Énergie \| + 3" \| \| \| 3r \| Luca Mozzato \| B&B Hotels p/b KTM \| + 5" \| \| \| 4t \| Jordi Meeus \| Bora-Hansgrohe \| + 5" \| \| \| 5è \| Tom Van Asbroeck \| Israel Start-Up Nation \| + 5" \| \| \| 6è \| Jake Stewart \| Groupama-FDJ \| + 5" \| \| \| 7è \| Max Walscheid \| Qhubeka Assos \| + 5" \| \| \| 8è \| Kristoffer Halvorsen \| Uno-X Pro Cycling Team \| + 5" \| \| \| 9è \| Jhonatan Narváez Prado \| Ineos Grenadiers \| + 5" \| \| \| 10è \| Rudy Barbier \| Israel Start-Up Nation \| + 5" \| \| |                        |                        |            |
| |                        |                        |            |
| Font: ProCyclingStats |                        |                        |            |
| Classificació general |                        |                        |            |
| Corredor | Corredor               | Equip                  | Temps      |
| 1r | Ludovic Robeet         | Bingoal-WB             | 4h 33' 37" |
| 2n | Damien Gaudin          | Total Direct Énergie   | + 3"       |
| 3r | Luca Mozzato           | B&B Hotels p/b KTM     | + 5"       |
| 4t | Jordi Meeus            | Bora-Hansgrohe         | + 5"       |
| 5è | Tom Van Asbroeck       | Israel Start-Up Nation | + 5"       |
| 6è | Jake Stewart           | Groupama-FDJ           | + 5"       |
| 7è | Max Walscheid          | Qhubeka Assos          | + 5"       |
| 8è | Kristoffer Halvorsen   | Uno-X Pro Cycling Team | + 5"       |
| 9è | Jhonatan Narváez Prado | Ineos Grenadiers       | + 5"       |
| 10è | Rudy Barbier           | Israel Start-Up Nation | + 5"       |